# Terres Australs i Antàrtiques Franceses
Les Terres Australs i Antàrtiques Franceses són un conjunt de dependències d'ultramar pertanyents a la República Francesa, dins la qual formen una col·lectivitat d'ultramar. La denominació oficial (Terres australes et antarctiques françaises) implica la reivindicació de territoris antàrtics, no reconeguda internacionalment. Componen les TAAF quatre districtes administratius:
- a l'extrem sud de l'oceà Índic:
  - Illes de Sant Pau i Amsterdam: l'illa d'Amsterdam i l'illa de Saint-Paul,
  - les illes Crozet,
  - les illes Kerguelen;
- a l'Antàrtida:
  - Terra Adèlia (territori no reconegut internacionalment).

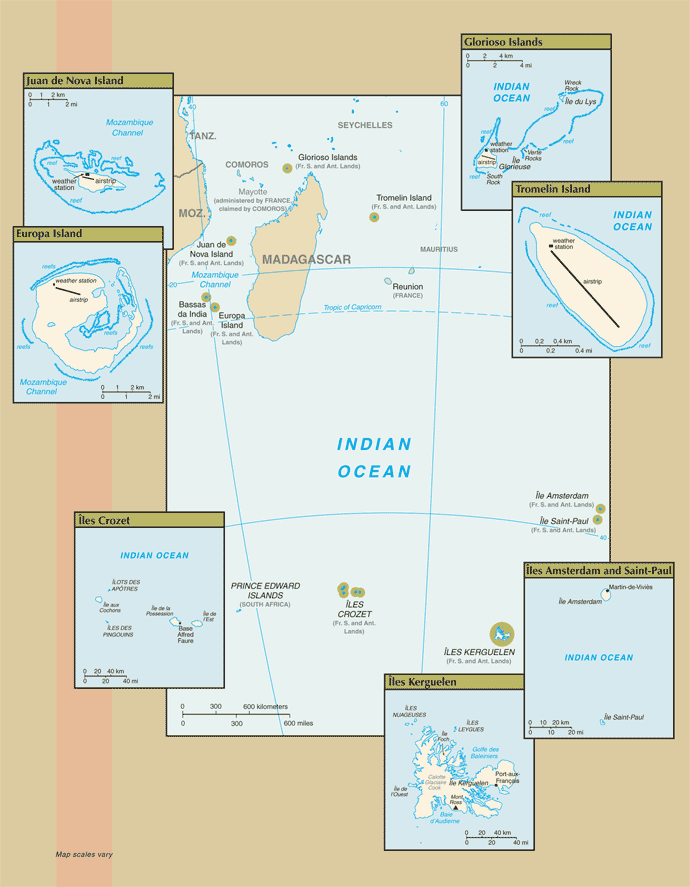
Situació dels tres districtes insulars

## Història

### Història de l'arxipèlag de les Kerguelen
Les illes de les Kerguelen van ser descobertes el 12 de febrer de 1772 per l'explorador bretó Yves Joseph de Kerguelen de Trémarec, que en reclamà la possessió per al rei de França. Posteriorment, l'any 1776, l'explorador britànic James Cook desembarcà a l'illa, a la qual donà el nom de «Terra de la desolació».
No va ser fins al 1893 que el govern francès va prendre possessió de l'illa, que restà inhabitada fins al 1950. L'any 1951, s'instal·là a Port-aux-Français un base científica permanent.

### Història d'Amsterdam i Saint-Paul
L'illa d'Amsterdam va ser descoberta el 1522 pel navegant basc Juan Sebastián Elcano. Però va ser un holandès, el governador Van Diemen, qui, el 17 de juny de 1633, va donar el nom del seu vaixell a l'illa: «Nieuw Amsterdam».
L'illa de Saint-Paul deu el seu nom al geògraf Evert Gysaerths, que el 1559 batejà l'illa amb el nom del seu vaixell: Sao Paulo. El 1618, l'holandès Harwik Claez de Hillegom donà a l'illa un altre nom, el del seu vaixell: Zeewolf, però aquesta denominació no s'ha mantingut.
El 1696, l'holandès Willem de Vlaming va descriure ambdues illes en els seus relats, essent el primer navegant a desembarcar-hi. El 28 de març de 1792, l'almirall d'Entrecasteaux i Huon de Kermadec van dur a terme les primeres inspeccions de la costa oriental de l'illa d'Amsterdam.
Posteriorment, diversos intents d'establiment van tenir-hi lloc. El juliol de 1843, en nom del governador de l'illa de la Reunió, el capità Martin Dupeyrat desembarcà a les illes d'Amsterdam i Saint-Paul. Una estació de pesca va ser instal·lada a l'illa de Saint-Paul. L'establiment restà en funcionament fins al 1853, data en què fou abandonat i el govern francès renuncià a la possessió d'aquestes illes. No va ser fins al 1893 que França va prendre definitivament possessió de les dues illes. De totes maneres, però, ambdues illes van caure en l'oblit fins al 1924.
El 31 de desembre de 1949, un equip científic francès, dirigit pel meteoròleg Paul Martin de Viviès, desembarcà a l'illa d'Amsterdam. Aquesta missió formada per vint-i-tres persones abandonà l'illa vuit mesos més tard, un cop instal·lada la primera basa científica permanent de les Terres Australs i Antàrtiques Franceses.

### Història de les illes Crozet
Aquest arxipèlag va ser descobert el 24 de gener de 1772 per Marion Dufresne, que el va batejar amb el nom de Julien-Marie-Crozet en honor del seu segon a l'expedició. Com a testimoni del seu pas per l'illa, hi va deixar una ampolla amb un pergamí al seu interior, on hi figurava l'escut d'armes del rei de França.
Des de 1961, a l'illa de la Possession hi ha instal·lada la base científica permanent Alfred Faure, on viuen, segons l'estació, entre divuit i trenta persones.

### Història de Terra Adèlia
El districte antàrtic de Terra Adèlia va ser l'últim de les TAAF en ser descobert. El descobriment per part de Jules Dumont d'Urville, que va batejar el nou territori amb el nom de la seva dona, va tenir lloc el 20 de gener de 1840.

### Història de les Terres Australs i Antàrtiques Franceses
La història comuna d'aquests territoris comença el 21 de novembre de 1924. En aquesta data, Amsterdam, Saint-Paul, Crozet, Kerguelen i Terra Adèlia van passar a dependre del govern de la província de Tamatave, a l'illa de Madagascar, que en aquella època era un protectorat francès.
El territori d'ultramar de les Terres Australs i Antàrtiques Franceses va ser creat per la llei nº 55-1052 de 6 d'agost de 1955.
El Tractat Antàrtic, signat l'1 de desembre de 1959 a Washington DC (EUA), suposà per als Estats Parts congelar llurs pretensions territorials al sud del paral·lel 60º.
Així, les TAAF són reconegudes internacionalment com a part integrant del territori francès, excepte Terra Adèlia, considerada únicament com una entitat administrativa interna de França però sense que això comporti reconèixer la sobirania francesa sobre el territori.

## Població
A les Terres Australs i Antàrtiques Franceses no hi ha població autòctona. L'any 2000, la població del territori era de 125 persones, de les quals 30 residien a Terra Adèlia. Es tracta essencialment dels membres de les missions científiques i tècniques de les diferents bases, així com del personal mèdic d'aquestes.

## Administració
Les TAAF estan dotades d'autonomia administrativa i financera en virtut de la llei de 6 d'agost de 1955 i, des de la revisió constitucional de 28 de març de 2003, un article de la Constitució francesa en fa esment (article 72-3).
Les Terres Australs i Antàrtiques Franceses s'administren des de la ciutat de Saint-Pierre, a l'illa de la Reunió, tot i no formar part d'aquesta regió d'ultramar. L'Estat està representat en els quatre districtes pels caps de districte, nomenats per un període d'un any per l'administrador superior d'entre els funcionaris que es troben a la seva disposició. Els caps de districte són els encarregats de l'aplicació de la normativa relativa a les activitats humanes als territoris terrestres i marítims que es troben sota llur autoritat. Tenen la condició d'encarregats del Registre Civil i de policia judicial, i són els responsables de la seguretat dels béns i les persones.
A més dels caps de districte, hi ha un administrador superior, amb rang de prefecte, competent sobre tot el territori d'ultramar. Aquest administrador té competència per a dictar reglaments en matèria fiscal i duanera. Així mateix, li correspon redactar el projecte de pressupost anual de les Terres Australs i Antàrtiques Franceses.
En exercici de les seves funcions en matèria fiscal, l'administrador superior ha creat diversos impostos i taxes, com ara la taxa de matriculació de naus, la contribució directa territorial o els drets de pesca, que paguen els armadors que pesquen en aigües de les TAAF.
D'entre la resta de recursos de les TAAF destaca l'emissió de segells postals i records filatèlics que es venen als col·leccionistes de la metròpoli.
El territori de les Terres Australs i Antàrtiques Franceses també rep cada any una aportació de l'Estat francès a càrrec dels pressupostos generals.
En virtut del decret de 3 de gener de 2005, l'administració de les illes Esparses de l'Oceà Índic va ser confiada a l'administrador superior de les Terres Australs i Antàrtiques Franceses. Anteriorment, aquesta funció corresponia al prefecte de l'illa de la Reunió.
L'administrador superior de les TAAF està assistit per un consell consultiu amb set membres nomenats pel ministre francès de l'ultramar. Aquest consell, que es reuneix com a mínim dues vegades l'any, és competent per a emetre informes en matèria econòmica i pressupostària.
Finalment, cal destacar que les TAAF són una excepció dins l'estructura administrativa de França: no hi ha cap mena d'eleccions locals, ja que no hi ha població permanent.

## Economia
L'interès d'aquests territoris radica fonamentalment en llur immensa zona marítima, i més concretament en llur ZEE (zona econòmica exclusiva). Cal destacar que Terra Adèlia no té una zona econòmica exclusiva, cosa que impedeix l'Estat francès de regular la pesca en aquest territori.
La zona econòmica exclusiva és rica en peixos i crustacis.
La gestió dels recursos s'efectua dins el marc de la Convenció per a la conservació de la fauna i la flora marines de l'Antàrtida, signada a Canberra (Austràlia) l'any 1980.
Els permisos de pesca són atorgats de forma limitada, i els períodes de pesca i la quantitat de peix capturat són objecte de controls. L'activitat pesquera la duen a terme, principalment, armadors de l'illa de la Reunió.
Amb tot, en aigües de les TAAF s'han dut a terme captures il·legals aprofitant-se de les dificultats per a controlar una zona tan gran i tan aïllada. L'any 2001, s'hi pescaren il·legalment 14 000 tones de peix, quantitat que representa el quàdruple de la xifra permesa.
Actualment, la Marina francesa controla la zona, gràcies als satèl·lits, per a impedir que hi passin vaixells dedicats al tràfic il·legal o a la pirateria, activitat aquesta última que hi havia tingut lloc en el passat. Entre 1997 i 2005, vint-i-tres naus van ser enxampades mentre pescaven sense permís. Algunes d'aquestes naus han estat enfonsades al llarg de la costa occidental de l'illa de la Reunió, mentre que d'altres han estat recuperades per a la lluita contra la pesca il·legal.
L'octubre de 1986, el govern francès creà el registre marítim de les Terres Australs i Antàrtiques Franceses, conegut popularment com el "pavelló de les Kerguelen". Aquest pavelló de conveniència, destinat exclusivament a vaixells de pesca i comercials, permet excepcions al dret laboral que no serien tolerades sota pavelló de la República Francesa.
També s'hi desenvolupa una limitada activitat turística, amb enllaços marítims regulars des de l'illa de la Reunió.
A Terra Adèlia hi ha l'única base francesa a l'Antàrtida : la base Dumont d'Urville. També s'hi troba una base francoitaliana, anomenada base Concòrdia.